# Rhaphidorrhynchium tuloferum
Rhaphidorrhynchium tuloferum är en bladmossart som beskrevs av Brotherus 1925. Rhaphidorrhynchium tuloferum ingår i släktet Rhaphidorrhynchium och familjen Sematophyllaceae. Inga underarter finns listade i Catalogue of Life.